# マイレッド・コリガン・マグワイア
マイレッド・コリガン・マグワイア（Mairead Corrigan Maguire, 1944年1月27日 - ）は、ベティ・ウィリアムズとともに北アイルランド問題の平和的解決に取り組む組織コミュニティ・オブ・ピース・ピープル (Community of Peace People) を設立した人物である。2人は1976年度のノーベル平和賞を受賞した。

## 経歴
マイレッド・コリガンはベルファストのカトリック教徒の家庭に8人の子供の2番目として生まれた。14歳までカトリック・スクールに通い、21歳でギネスビール社において秘書の職に就き、1976年まで働いた。
1976年8月10日、買い物に出かけていたマイレッドの姉アン・マグワイアと3人の子供たちは、イギリス陸軍から逃走を試みたIRA暫定派のダニー・レオンの運転する車に轢かれた。8歳のジョアンと生後6週間のアンドルーは即死、2歳のジョンは翌日病院で息を引き取った。事件をきっかけに、マイレッドは平和運動に力を入れるようになった。1980年1月、我が子の喪失による鬱症状との長い戦いの後にアンは自殺した。
1976年8月、マイレッドはベティ・ウィリアムズとウィメン・オブ・ピース (Women for Peace) を共同設立し、この組織は後にコミュニティ・オブ・ピース・ピープル (Community for Peace People) となった。同月終わりに、2人は共和主義者 (en) と連合王国支持者 (en) の内紛の平和的な解決を求めて、35000人を動員した請願を行った。これらの活動により、マイレッドらは1976年度のノーベル平和賞を受賞した。この受賞は1977年になってから、遡って1976年度の受賞者として表彰する形で決定した。当時、マイレッドは史上最年少のノーベル平和賞受賞者であった。
マイレッドは、暴力を終わらせる最も効率的な方法は暴力ではなく、再教育だと信じていた。しかしこの事業は、コミュニティ・オブ・ピース・ピープルが連合王国支持者を無視して共和主義者・アイルランド民族主義者の側に重点を置いているというカトリックからの異議を大きな理由として、徐々に廃れていった。
1981年、自殺したアンの夫であったジャッキー・マグワイアと結婚した。マイレッドは3人の義理の子と2人の実子の母親となった。
1990年、ローマ教皇ヨハネ23世の1963年の回勅にちなんだパーチェム・イン・テリス賞を受賞した。
2004年、イスラエルの核開発を告発して18年間投獄されたモルデハイ・ヴァヌヌの釈放を祝って、イスラエルを訪れた。
2007年4月、パレスチナのビリンでの分離壁の建設に対する抗議集会に参加した際、イスラエルの治安部隊が介入し、マイレッドはゴム弾と催涙ガスで攻撃され、治療を受けた。
2009年7月には乗船していたガザ支援船が拿捕され、イスラエル当局より国外退去処分を受ける。2010年6月上旬にもガザ地区封鎖に抗議するため、同地区に向かう支援船に乗船していたところを拘束され、再び国外退去処分を受け、10年間は入国禁止となった（ただしマイレッドの弁護人はこれを否定している）。同年9月28日に女性活動家を支援するため訪問団の一員としてイスラエルに入国しようとしたところを空港で拒否され、10月4日にイスラエル最高裁判所より国外退去処分を命じられ、10月5日未明にヨーロッパ向けの便で出国した。